# Sogndal
Sogndal – norweskie miasto i gmina leżąca w regionie Sogn og Fjordane.
Sogndal jest 146. norweską gminą pod względem powierzchni.

## Demografia
Według danych z roku 2005 gminę zamieszkuje 6794 osób. Gęstość zaludnienia wynosi 9,12 os./km². Pod względem zaludnienia Sogndal zajmuje 147. miejsce wśród norweskich gmin.
| ludność stan na 1 stycznia 2005 |         |           |       |
|                                 | kobiety | mężczyźni | razem |
| osób                            | 3411    | 3383      | 6794  |
| %                               | 50,21%  | 49,79%    | 100%  |

| wykształcenie stan na 1 października 2004 |        |         |        |        |
|                                           | podst. | średnie | wyższe | niezn. |
| osób                                      | 757    | 2936    | 1448   | 103    |
| %                                         | 14,44% | 55,99%  | 27,61% | 1,96%  |

## Edukacja
Według danych z 1 października 2004:
- liczba szkół podstawowych (norw. grunnskolar): 5
- liczba uczniów szkół podst.: 978

## Władze gminy
Według danych na rok 2011 administratorem gminy (norw. rådmann) jest Jostein Aanestad, natomiast burmistrzem (norw. ordfører, d. borgermester) jest Jarle Aarvoll.

## Zabytki
Najważniejszym zabytkiem gminy jest kościół słupowy Kaupanger stavkirke z 1190 roku.

## Sport
- Sogndal Fotball - klub piłkarski